# 溫伯恩大教堂
溫伯恩大教堂（Wimborne Minster）是位於英格蘭多塞特郡溫伯恩明斯特的一個教區教堂。溫伯恩大教堂已經有超過1300年的歷史，是世界僅有的五個帶鎖圖書館之一 。該教堂是英國的I級登錄建築。